# Чумаков, Валерий Юрьевич
Валерий Юрьевич Чумаков (род. 3 апреля 1966 года, Москва) — российский журналист и писатель-публицист. Автор научно-популярных книг большей частью на темы, касающиеся купеческих династий. Член Союза журналистов России с 2010 года. Член комиссии РАН по популяризации науки.

## Биография
С 1998 по 2004 годы работал заведующим отделом спецпроектов журнала «Огонёк»
C 2004 по 2007 года — заведующий отделом науки первого российского инфографического журнала «Всё ясно», издательский дом «Секрет фирмы».
С 2007 по 2010 годы — заместитель главного редактора и заведующий отделом науки журнала «Идея Икс».
2011 год — заместитель главного редактора телеканала Genium-TV
C 2011 года по настоящее время — обозреватель журнала «В мире науки» (Scientific American), холдинг «Очевидное-Невероятное»
2014 год, с марта по декабрь — главный редактор отдела инфографики ИТАР ТАСС
С 2012 по 2014 годы и с декабря 2014 по настоящее время — ответственный секретарь журнала «Союзное государство».
Постоянный автор журналов «Вокруг света», Story, «Gala-Биография», «Огонёк» и других. В еженедельнике «Аргументы и факты» ведёт авторскую колонку, посвященную российским учёным. Президент Автономной некоммерческой организации «Содружество по пропаганде культурных ценностей ПосредникЪ 2.0». Автор сценариев сюжетов для киножурнала «Фитиль» совместно с режиссёром Виталием Кольцовым. Автор текста документального фильма «Космос. Возвращение домой» (2003).
Ведёт Дзен-канал «Белорус и Я»

## Награды
Лауреат премии журнала «Огонёк» за 2000 год.
Благодарность от Государственного секретаря Союзного государства «за серию репортажей и интервью, посвященных Программам и ньюсмейкерам Союзного государства» (2013 год).
Лауреат премии Постоянного Комитета Союзного государства «Беларусь-Россия. Шаг в будущее» за 2014—2015 годы (номинация «Союз: программа действий»).
Лауреат премии Издательского дома «Комсомольская правда» за 2016 год.
Лауреат Первой премии VII Всероссийского конкурса инновационной журналистики Tech in Media’17 (проходит в рамках форума «Открытые инновации») в номинации «Новая энергия».
Лауреат премии журналистского мастерства «Золотой Зубр» в номинации «Познавая общее прошлое».
Лауреат премии регионального этапа Всероссийского конкурса СМИ «Экономическое возрождение России».в номинации «Лучшие индивидуальные публикации в печатных изданиях» .
Лауреат Второй премии VIII Всероссийского конкурса инновационной журналистики Tech in Media’18 (проходит в рамках форума «Открытые инновации») в номинации «Лучшая публикация в федеральном СМИ».

## Интересные факты
Является одним из главных героев и оппонентов Александра Никонова в его книге «Апгрейд обезьяны»:
«Мой любимый обеденный оппонент — Валера Чумаков, начальник соседнего отдела. Потому что он боговер, противник абортов и не верит в искусственный разум. К боговерству Валера пришел в достаточно зрелом возрасте. То есть лет до двадцати пяти примерно он был нормальным человеком. А потом постепенно скатился к боговерству. Любопытен мотив. И любопытен он своим полным отсутствием! Просто Валера стал интересоваться вопросами православия и, по его собственному признанию, не нашел в догматах православия ничего такого, что противоречило бы его взглядам на жизнь. Кроме Бога, конечно. Ну а раз православные принципы организации жизни не противоречили его личным принципам, Валера их принял, заодно прихватив и Бога. В нагрузку».